# Lijst van voetbalinterlands Chili - Duitsland
Deze lijst van voetbalinterlands is een overzicht van alle officiële voetbalwedstrijden tussen de nationale teams van Chili en (West-)Duitsland. De landen speelden tot op heden negen keer tegen elkaar. De eerste ontmoeting, een vriendschappelijke wedstrijd, werd gespeeld in Stuttgart op 23 maart 1960. Het laatste duel, de finale van de FIFA Confederations Cup 2017, vond plaats op 2 juli 2017 in Sint-Petersburg (Rusland).

## Wedstrijden
| № | Plaats          | Datum            | Competitie                   | Wedstrijd              | Uitslag |
| - | --------------- | ---------------- | ---------------------------- | ---------------------- | ------- |
| 1 | Stuttgart       | 23 maart 1960    | Vriendschappelijk            | West-Duitsland – Chili | 2 – 1   |
| 2 | Santiago        | 26 maart 1961    | Vriendschappelijk            | Chili – West-Duitsland | 3 – 1   |
| 3 | Santiago        | 6 juni 1962      | WK 1962                      | Chili – West-Duitsland | 0 – 2   |
| 4 | Santiago        | 18 december 1968 | Vriendschappelijk            | Chili – West-Duitsland | 2 – 1   |
| 5 | West-Berlijn    | 14 juni 1974     | WK 1974                      | West-Duitsland – Chili | 1 – 0   |
| 6 | Gijon           | 20 juni 1982     | WK 1982                      | West-Duitsland – Chili | 4 – 1   |
| 7 | Stuttgart       | 5 maart 2014     | Vriendschappelijk            | Duitsland – Chili      | 1 – 0   |
| 8 | Kazan           | 22 juni 2017     | FIFA Confederations Cup 2017 | Duitsland – Chili      | 1 – 1   |
| 9 | Sint-Petersburg | 2 juli 2017      | FIFA Confederations Cup 2017 | Chili – Duitsland      | 0 − 1   |

## Samenvatting
| Competitie              | Totaal gespeeld | Winst Chili | Gelijk | Winst Duitsland | Doelsaldo Chili – Duitsland |
| ----------------------- | --------------- | ----------- | ------ | --------------- | --------------------------- |
| WK-eindronde            | 3               | 0           | 0      | 3               | 1 − 7                       |
| FIFA Confederations Cup | 2               | 0           | 1      | 1               | 1 − 2                       |
| Vriendschappelijk       | 4               | 2           | 0      | 2               | 6 − 5                       |
| Totaal                  | 9               | 2           | 1      | 6               | 8 − 14                      |

Wedstrijden bepaald door strafschoppen worden, in lijn met de FIFA, als een gelijkspel gerekend.

## Details

### Eerste ontmoeting
| Vriendschappelijk (Stuttgart, West-Duitsland, 23 maart 1960): |              | |
| West-Duitsland | 2 – 1        | Chili |
| Helmut Haller 72' Uwe Seeler 75' | goals        | 25' Juan Soto Mura |
| Sepp Herberger | bondscoach   | Fernando Riera |
| Hans Tilkowski Georg Stollenwerk Karl-Heinz Schnellinger Helmut Benthaus Herbert Erhardt 40' Helmut Rahn Helmut Haller Uwe Seeler Alfred Schmidt 70' Hans-Jürgen Sundermann Albert Brülls | opstellingen | Sergio Navarro Raúl Sánchez Raúl Coloma Hernan Rodriguez Jorge Luco Braulio Musso 83' Leonel Sánchez Luis Eyzaguirre 85' Juan Soto Alberto Fouilloux Mario Moreno |
| Leo Wilden 40' Jürgen Schütz 70' | wissels      | 83' Mario José Soto 85' Armando Tobar |
| - Debuut van Leo Wilden (1. FC Köln), Hans-Jürgen Sundermann (Rot-Weiß Oberhausen) en Jürgen Schütz (Borussia Dortmund) voor West-Duitsland.                                              |              | |

### Tweede ontmoeting
| Vriendschappelijk (Santiago, Chili, 26 maart 1961):    |            |                     |
| Chili                                                  | 3 – 1      | West-Duitsland      |
| Leonel Sánchez 10' Leonel Sánchez 39' Eladio Rojas 78' | goals      | 12' Günter Herrmann |
| Fernando Riera                                         | bondscoach | Sepp Herberger      |

### Derde ontmoeting
| WK 1962 (Santiago, Chili, 6 juni 1962): |            |                                           |
| Chili                                   | 0 – 2      | West-Duitsland                            |
|                                         | goals      | 21' (pen.) Horst Szymaniak 82' Uwe Seeler |
| Fernando Riera                          | bondscoach | Sepp Herberger                            |

### Vierde ontmoeting
| Vriendschappelijk (Santiago, Chili, 18 december 1968): |            |                 |
| Chili                                                  | 2 – 1      | West-Duitsland  |
| Pedro Araya 60' Alberto Fouilloux 81'                  | goals      | 8' Lothar Ulsaß |
| Salvador Nocetti                                       | bondscoach | Helmut Schön    |

### Vijfde ontmoeting
| WK 1974 (West-Berlijn, West-Duitsland, 14 juni 1974): |            |             |
| West-Duitsland                                        | 1 – 0      | Chili       |
| Paul Breitner 18'                                     | goals      |             |
| Helmut Schön                                          | bondscoach | Luis Álamos |

### Zesde ontmoeting
| WK 1982 (Gijón, Spanje, 20 juni 1982): |              | |
| West-Duitsland | 4 – 1        | Chili |
| Karl-Heinz Rummenigge 9' Karl-Heinz Rummenigge 57' Karl-Heinz Rummenigge 66' Uwe Reinders 81'                                                                                               | goals        | 90' Gustavo Moscoso |
| Jupp Derwall | bondscoach   | Luis Santibáñez |
| Toni Schumacher Manfred Kaltz Karlheinz Förster Uli Stielike Hans-Peter Briegel Wolfgang Dremmler Paul Breitner 61' Felix Magath Pierre Littbarski 78' Horst Hrubesch Karl-Heinz Rummenigge | opstellingen | Mario Osbén Lizardo Garrido René Valenzuela Elías Figueroa Vladimir Bigorra Rodolfo Dubó Gustavo Moscoso Eduardo Bonvallet 46' Mario Soto 66' Miguel Ángel Gamboa Patricio Yáñez |
| Lothar Matthäus 61' Uwe Reinders 78' | wissels      | 46' Juan Carlos Letelier 66' Miguel Ángel Neira |
| | gele kaarten | 11' Rodolfo Dubó 29' Miguel Ángel Gamboa |

### Zevende ontmoeting
| Vriendschappelijk (Stuttgart, Duitsland, 5 maart 2014): |              | |
| Duitsland | 1 – 0        | Chili |
| Mario Götze 16' | goals        | |
| Joachim Löw | bondscoach   | Jorge Sampaoli |
| Manuel Neuer Kevin Großkreutz Philipp Lahm Jérôme Boateng Per Mertesacker Marcell Jansen 24' Mesut Özil 89' Mario Götze 83' Bastian Schweinsteiger Toni Kroos Miroslav Klose 46' | opstellingen | Johnny Herrera Gonzalo Jara Felipe Gutiérrez Gary Medel Mauricio Isla 90' Arturo Vidal 80' Charles Aránguiz 83' Francisco Silva 87' Eduardo Vargas 76' Jean Beausejour Alexis Sánchez                                                   |
| Marcel Schmelzer 24' André Schürrle 46' Lukas Podolski 83' Matthias Ginter 89' Roman Weidenfeller Shkodran Mustafi Sidney Sam André Hahn                                         | wissels      | 76' Jorge Valdivia 80' Fabián Orellana 83' Marcos González 87' Mauricio Pinilla 90' Matías Fernández Cristopher Toselli Paulo Garcés Claudio Bravo José Rojas Eugenio Mena Osvaldo González José Fuenzalida Marcelo Díaz Carlos Carmona |
| | gele kaarten | 21' Felipe Gutiérrez |

### Achtste ontmoeting
| Groepsfase FIFA Confederations Cup 2017 (scheidsrechter Alireza Faghani, Kazan (Rusland), 22 juni 2017):                                                        |                 | |
| Duitsland | 1 – 1           | Chili |
| (Jonas Hector) Lars Stindl 41' | goals (assists) | 6' Alexis Sánchez (Arturo Vidal) |
| Joachim Löw | bondscoach      | Juan Antonio Pizzi |
| Marc-André ter Stegen Matthias Ginter Shkodran Mustafi Niklas Süle Joshua Kimmich Emre Can Sebastian Rudy Jonas Hector Leon Goretzka Julian Draxler Lars Stindl | opstellingen    | Johnny Herrera Mauricio Isla 71' Gary Medel Gonzalo Jara Jean Beausejour Marcelo Díaz 90' Charles Aránguiz Pedro Pablo Hernández Arturo Vidal 82' Eduardo Vargas Alexis Sánchez |
| | wissels         | 71' Paulo Díaz 82' Martín Rodríguez 90' Francisco Silva |
| Lars Stindl 20' Sebastian Rudy 60' | gele kaarten    | 64' Alexis Sánchez 80' Jean Beausejour |

### Negende ontmoeting
| Finale FIFA Confederations Cup 2017 (scheidsrechter Milorad Mažić, Sint-Petersburg (Rusland), 2 juli 2017):                                                                    |                 | |
| Chili | 0 – 1           | Duitsland |
| | goals (assists) | 20' Lars Stindl (Timo Werner) |
| Juan Antonio Pizzi | bondscoach      | Joachim Löw |
| Claudio Bravo Mauricio Isla Gary Medel Gonzalo Jara Jean Beausejour Marcelo Díaz 53' Charles Aránguiz 81' Pedro Pablo Hernández Arturo Vidal Eduardo Vargas 81' Alexis Sánchez | opstellingen    | Marc-André ter Stegen Matthias Ginter Antonio Rüdiger Shkodran Mustafi Joshua Kimmich 90+2' Leon Goretzka Sebastian Rudy Jonas Hector Lars Stindl Julian Draxler 79' Timo Werner |
| Leonardo Valencia 53' Ángelo Sagal 81' Edson Puch 81' | wissels         | 79' Emre Can 90+2' Niklas Süle |
| Arturo Vidal 59' Gonzalo Jara 66' Eduardo Vargas 75' Claudio Bravo 90' | gele kaarten    | 59' Joshua Kimmich 90' Emre Can 90+2' Sebastian Rudy |